# Bara bada bastu (pjesma)
Bara bada bastu pjesma je finske grupe KAJ. Objavljena je 21. veljače 2025. Pjesmu su članovi KAJ-a napisali u suradnji s Anderzom Wrethovom, Kristoferom Strandbergom i Robertom Skowronskijem. Predstavljat će Švedsku na Pjesmi Eurovizije 2025. nakon pobjede na Melodifestivalenu 2025.
Ova pjesma epadunk žanra.odaje počast finskoj sauni, a njezini su stihovi na dijalektu Vöråa, s nekoliko riječi na finskom. Bit će to prva pjesma švedskog predstavnika na Euroviziji od 1998. koja nije otpjevana na švedskom jeziku. 

## Pjesma Eurovizije

### Melodifestivalen
Melodifestivalen 2025. za izbor natjecatelja za Pjesmu Eurovizije 2025. priredio je Sveriges Television (SVT). Natjecalo se ukupno 30 pjesama, a KAJ je nastupio tijekom četvrtog četvrfinala u Malmöu 22. veljače 2025. KAJ je osvojio drugo mjesto u svom četvrtfinalu, kvalificirajući se izravno u finale koje se održalo u Stockholmu 8. ožujka. U finalu su osvojili drugo mjesto kod međunarodnog žirija i prvo mjesto kod publike, te su pobijedili sa 164 boda. KAJ je pritom dobio 4 305 774 glasova publike, najviše u povijesti natjecanja, nadmašivši prethodni rekord od 3 783 148 glasova koje je dobila pjesma Tattoo s Melodifestivalena 2023.

### Na Pjesmi Eurovizije
Pjesmu Eurovizije 2025. održala se u St. Jakobshalleu u Baselu, s dva polufinala 13. i 15. svibnja i finalom 17 svibnja. Švedska je izvučena za natjecanje u prvoj polovici prvog polufinala.
Finska psovka perkele u tekstu pjesme možda će se morati zamijeniti ili ukloniti, budući da Europska radiodifuzna unija zabranjuje vulgarne izraze u natjecateljskim pjesmama. U intervjuu za finsku televizijsku kuću Yle, KAJ je izjavio da su razmatrali zamijeniti je besmislenom rječju perhana, ili nekom drugom iz dijalekta Vöråa. Nadalje, grupa je planirala ugraditi više svjetala i dimnih efekata za svoj eurovizijski nastup, osim što je imama jednog plesača manje kako bi se pridržavali ograničenja od maksimalno šest ljudi na pozornici.